# Samia aurotus
Samia aurotus är en fjärilsart som beskrevs av Fabricius 1787. Samia aurotus ingår i släktet Samia och familjen påfågelsspinnare. Inga underarter finns listade.